# Hieracium dublizkii
Hieracium dublizkii là một loài thực vật có hoa trong họ Cúc. Loài này được B.Fedtsch. & Nevski mô tả khoa học đầu tiên năm 1933.